# مسجد پنجه علی
'
مسجد پنجه علی قزوین، درجانب غربی خیابان پیغمبریه و دولتخانه صفوی و در نبش شمالی کوچه‌ای است (کوچه اردکانی) که به سوی حمام حاج کریم می‌رود. این مسجد کتیبه‌ای ندارد تا بانی آن مشخص شود اما معروف است که آن را شاه تهماسب صفوی ساخته و در حکم مسجد حرمسرای شاهی بوده‌است. به این معنی که از عمارت حرمخانه راهی به مسجد بوده‌است که شخص شاه یا برخی از مستورات پادشاهی برای ادای فرایض به آن جا می‌آمده‌اند.
در جبهه محراب مسجد و در وسط آن قطعه سنگی از مرمر صیقلی کار گذارده شده و پنجه بزرگی را نشان می‌دهد که به شکل پنج انگشت در سنگ فرورفته باشد. اما خود پنجه بسیار بزرگ و غیرطبیعی بوده و به نظر می‌رسد که مصنوعی و ساختگی باشد. این را پنجه علی می‌گویند و پنجه علی می‌دانند.
بقعه پنجه علی و دروازه نزدیک آن، پیش از صفویه وجود داشته و ذکر آن در تاریخ گیلان سید ظهیرالدین مرعشی و دیگر تواریخ قرن نهم آمده‌ است.

## اطلاعات معماری
مسجد پنجه علی دو در دارد که حدود سال ۱۳۰۰ هجری قمری ساخته شده‌اند. داخل آن محوطه‌ای سرپوشیده به وسعت ۲۰۰ متر با طاق‌های آجری و ستون‌های سنگی قرار گرفته‌است. ازاره، دیوارهای اطراف و ستون‌های وسط مسجد از سنگ مرمر است. بالای ازاره‌ها به اندازه نیم متر کاشی‌هایی زیبا، ظریف و به رنگ آبی کار شده‌اند. دور آن‌ها کاشی‌های مشکی و سرمه‌ای زیبایی آن را دو چندان کرده‌است.
محراب مسجد از سنگ مرمر درست شده و دورش کاشی‌های آبی رنگ قرار گرفته که روی آن با خط نسخ و رنگ سفید اسامی ائمه (ع) نقش بسته‌است. این محراب با اسلوب مقرنس سازی گچبری و رنگ آمیزی شده‌است.